# مدرسه هنر و ادبیات صدا و سیما
مدرسه هنر و ادبیات کودکان و نوجوانان که با نام مدرسه موسیقی صدا و سیما نیز شناخته می‌شود، مدرسه‌ای دولتی و وابسته به سازمان صدا و سیمای جمهوری اسلامی ایران است.

## تاریخچه
کارگاه هنر و ادبیات سازمان صدا و سیما در سال ۱۳۴۸ توسط سعید خدیری و با هدف تربیت و پرورش هنرمندان کودک و نوجوان به صورت پایه‌ای افتتاح شد و پس از انقلاب ۱۳۵۷ ایران این کارگاه به نام مدرسه موسیقی صدا و سیما کودکان و نوجوانان تغییر نام یافت و ادامه فعالیت خود را از سر گرفت. در سال‌های متمادی تاکنون مشاهیر بسیاری در عرصه هنر در این مدرسه مشغول تحصیل، تدریس یا فعالیت بوده‌اند که از جمله چهره‌های مشهور و موفق هنری در عرصه موسیقی که در این مدرسه به تدریس پرداخته‌اند می‌توان به: مصطفی کمال پورتراب، امیرتیمور پورتراب، علیرضا مشایخی و کمال طراوتی و از هنرجویان رشته‌های دیگر گذشته نیز می‌توان به علیرضا خمسه، اکبر عبدی، پانته‌آ بهرام، بهنوش طباطبایی، سیما تیرانداز، پرستو گلستانی و وحید رزاقی اشاره کرد.

## تغییر معاونت
در سال ۱۳۸۵ این مدرسه از معاونت آموزش سازمان صدا و سیما به مرکز موسیقی و سرود انتقال یافت و از آن پس به مدرسه هنر و ادبیات کودکان و نوجوانان نامیده شد.

## فعّالیّت‌ها و رشته‌های هنری
از جمله رشته‌های هنری که در این مدرسه تدریس می‌شود می‌توان به موسیقی، تئاتر، نقاشی، طراحی، تصویرسازی و مینیاتور اشاره کرد.
همچنین به هنرجویان این مدرسه، در پایان دوره تحصیلی گواهینامه معتبر پایان دوره اهدا می‌شود.